# Lončarič
Lončarič je priimek več znanih Slovencev:
- Anton Lončarič (1830—1902), gradbeni podjetnik
- Josip Lončarič (1867—1931), gradbeni podjetnik